# Седертельє
Седертельє (швед. Södertälje) — місто в Швеції, фактично передмістя Стокгольма. Адміністративний центр однойменної комуни.
Індустріальне місто розташоване приблизно за 30 кілометрів на південний захід від Стокгольма. Лежить на каналі озера Меларен — Балтійське море.

## Населення
Населення станом на 2010 рік становило 64 619 осіб.
У Седертельє проживає велика громада ассирійців (майже 22 тис. осіб), які емігрували до Швеції переважно з Іраку від середини 1970-х років.

## Історія

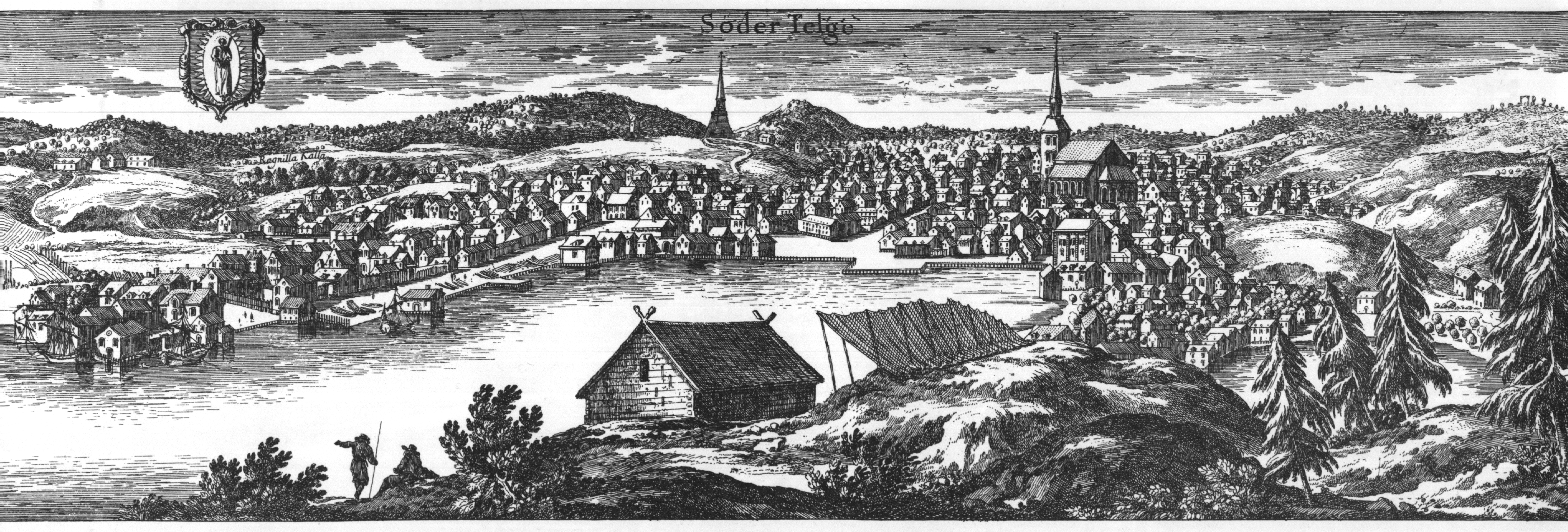
Панорама Седертельє (1700)

Поселення під назвою Тельє (Telge) вперше в історичних джерелах згадує 1070 року німецький хроніст Адам Бременський, описуючи події 829 року, коли Святий Ансгар відвідав Бірку.
Існування містечка Тельє (Tälje) підтверджують записи 1281 року. У 1400 році тут побудовано фортецю.
У XVII ст. місто отримує назву Седертельє (Південне Тельє), на відміну від сусіднього Норртельє.

## Герб міста
На давній печатці Тельє з 1386 року було зображення Святого Олафа, але пізніше замість нього з'являється фігура Святої Рагнгільди, на честь якої побудовано місцеву церкву. На гербі міста Свята Рагнгільда зображалася на синьому полі.
Після адміністративно-територіальної реформи, проведеної в Швеції на початку 1970-х років, муніципальні герби стали використовуватися лише комунами. Тому з 1983 року цей герб представляє комуну Седертельє, а не місто.

## Економіка
У місті діють підприємства автомобільної (Scania AB) та фармацевтичної (AstraZeneca) промисловості. Порт Седертельє — другий по величині в країні. Тут розташована штаб-квартира відділення Volkswagen Group.

## Спорт
У Седертельє базуються відомі шведські спортивні клуби. Хокейний клуб «Седертельє СК» виступає у вищому дивізіоні національного чемпіонату. Домашні матчі проводить на стадіоні AXA Sports Center (що також відомий від назвою Scaniarinken). 1989 року в Седертельє відбувалися матчі чемпіонату світу з хокею з шайбою.
Футбольні клуби «Ассиріска ФФ» та «Сиріанска», засновані в 1974 та 1977 роках, проводять свої матці на футбольному стадіоні Седертельє Фотболлсарена. Баскетбольний клуб «Седертельє ББК» — один із найсильніших у країні, чемпіон Швеції сезону 2004—2005 років. Серед уродженців Седертельє — знаменитий тенісист Бйорн Борг.

## Галерея

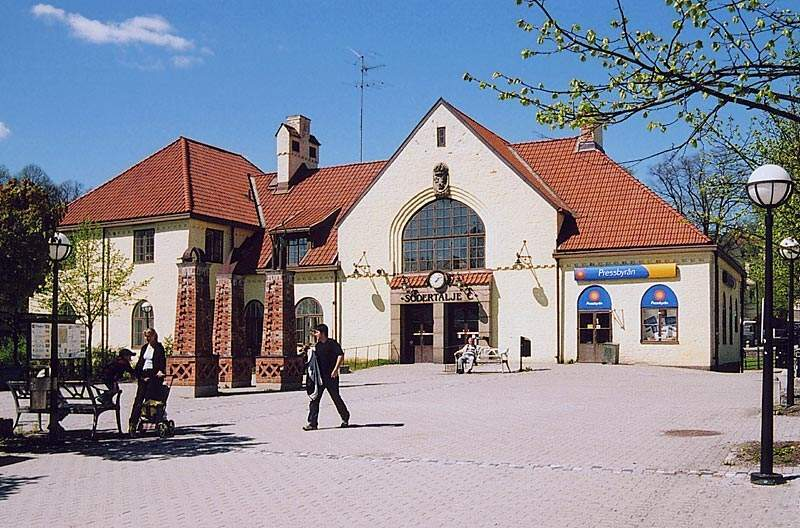
Залізнична станція
Церква Святої Рагнгільди
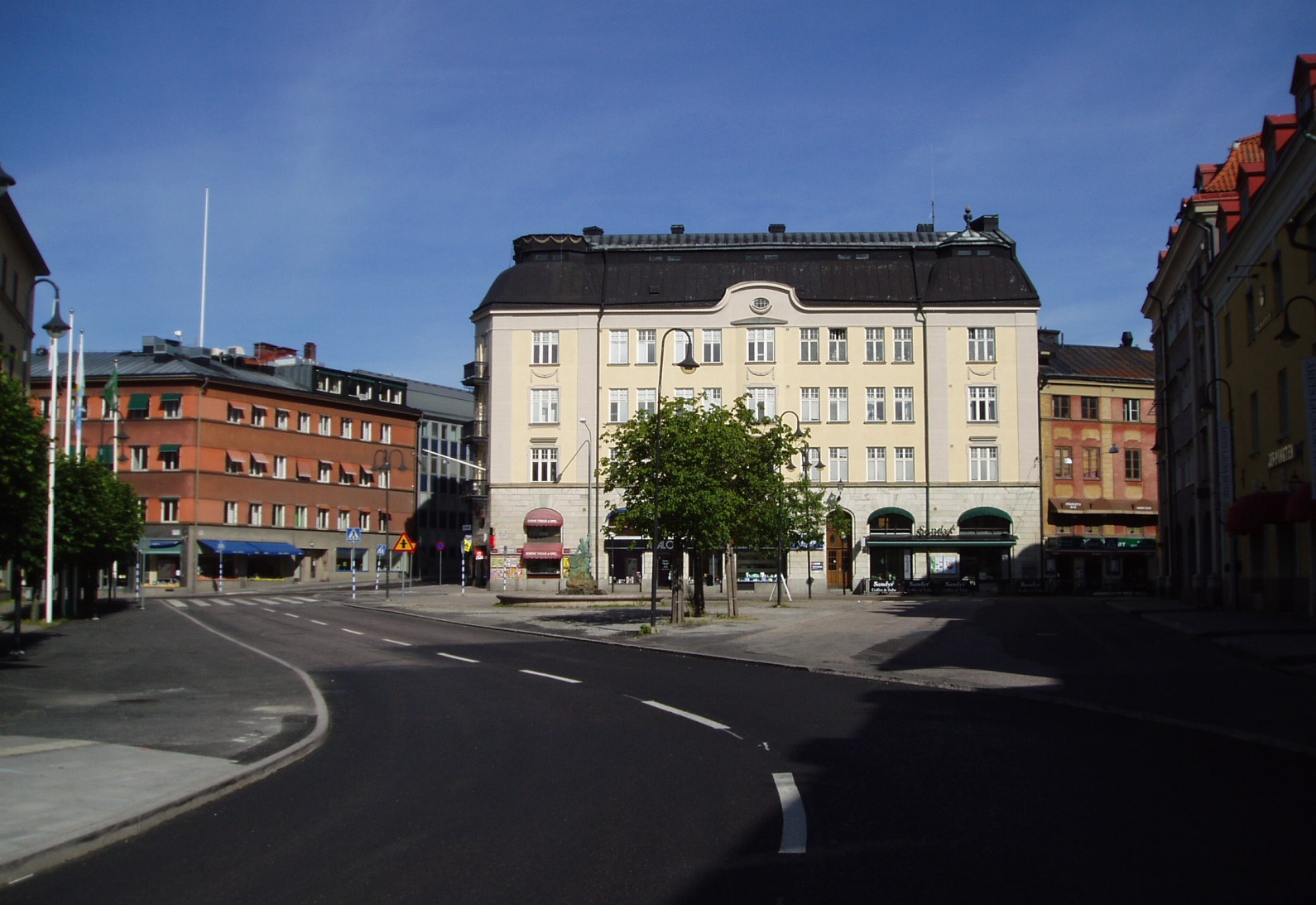
Площа Сальтшеторгет
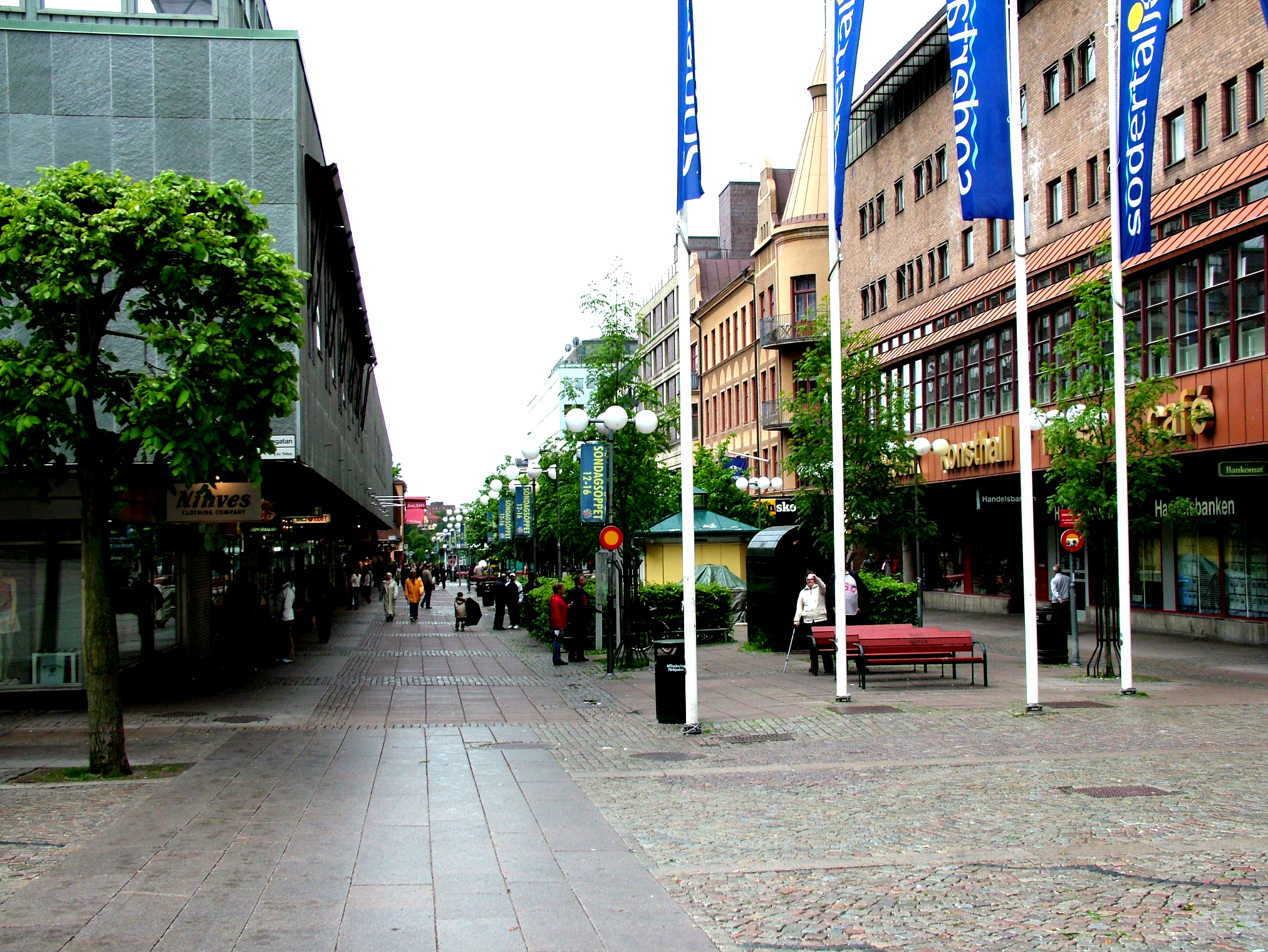
Вулиця Стургатан
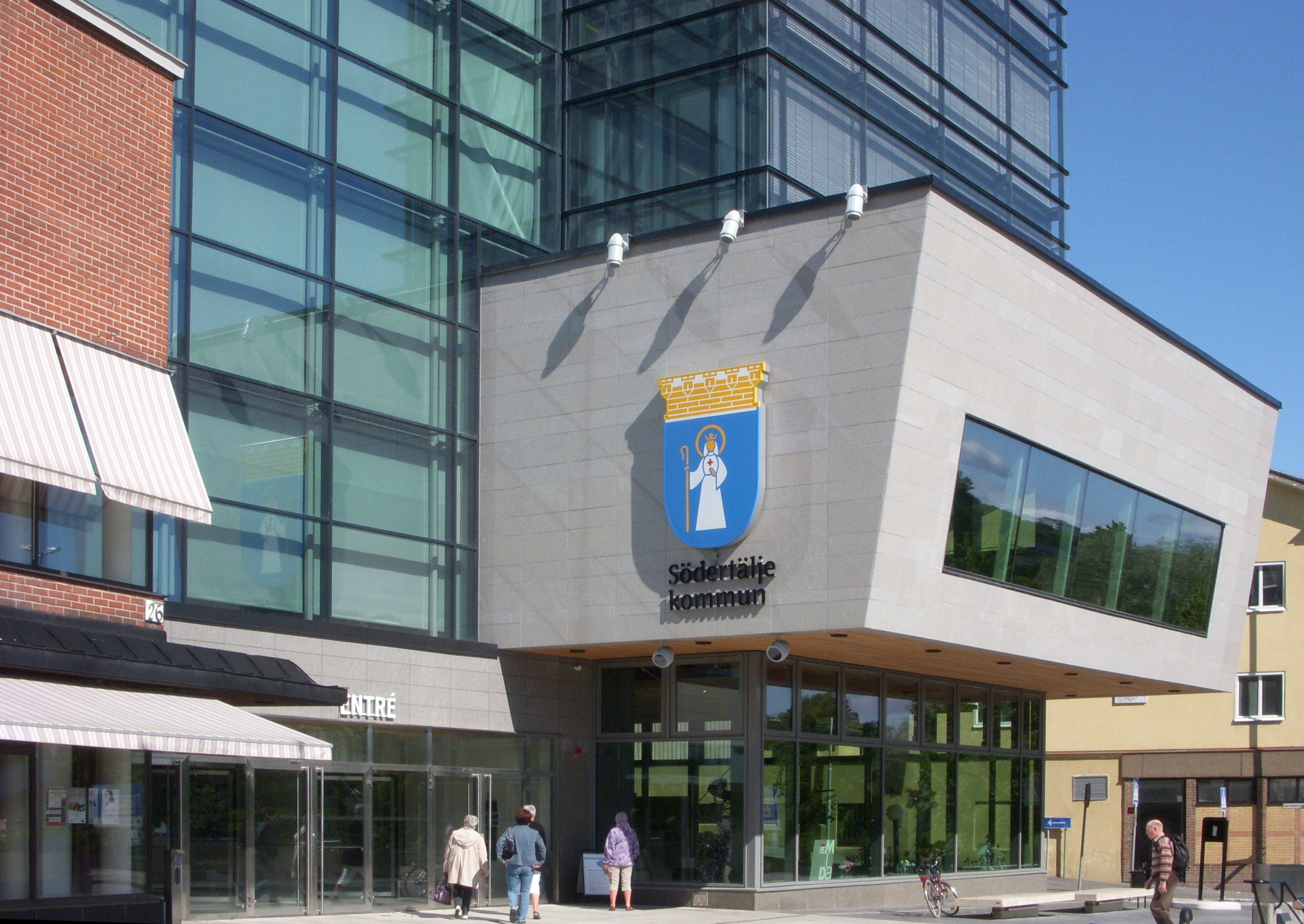
Управа Комуни Седертельє